# Kemco
Kemco Corporation (株式会社ケムコ), às vezes referido como Kotobuki System Co., Ltd., é uma desenvolvedora e publicadora de jogos eletrônicos fundada em 1984 como uma subsidiária da Kotobuki Engineering & Manufacturing Co., Ltd.

Logo da Kemco (1999-presente)

Kemco foi um dos primeiros licenciados da Nintendo e começou a produzir jogos para a plataforma NES em 1985. Em 2001, a Kemco U.S.A, Inc. foi fundada como uma subsidiária autônoma da Kemco of Japan, esta focando-se especialmente nos mercados estadunidense e europeu.
Uma das melhores conhecidas séries da empresa é a série Top Gear. Eles também são conhecidos por suas conversões dos jogos de aventura da série MacVenture para consoles da Nintendo.